# Dulcza Mała
Dulcza Mała – wieś w Polsce, położona w województwie podkarpackim, w powiecie mieleckim, w gminie Radomyśl Wielki.
| SIMC    | Nazwa         | Rodzaj    |
| ------- | ------------- | --------- |
| 0828160 | Budy          | część wsi |
| 0828176 | Góra          | część wsi |
| 0828182 | Pole          | część wsi |
| 0828199 | Zabagnie      | część wsi |
| 0828207 | Załuże        | część wsi |
| 0828213 | Zastawie      | część wsi |
| 0828220 | Zastawie-Budy | część wsi |

W latach 1954–1959 wieś należała i była siedzibą władz gromady Dulcza Mała, po jej zniesieniu w gromadzie Radomyśl Wielki. W latach 1975–1998 wieś administracyjnie należała do województwa tarnowskiego.
Miejscowy kościół jest siedzibą rzymskokatolickiej parafii Wniebowzięcia NMP należącej do dekanatu Radomyśl Wielki. Parafia została erygowana w 1989 roku przez arcybiskupa Jerzego Ablewicza.